# Konflikt na Kaukazie Północnym (2009–2017)
Konflikt na Kaukazie Północnym (2009–2017) – seria nieregularnych działań zbrojnych pomiędzy bojownikami różnych grup islamistycznych a funkcjonariuszami organów ścigania Federacji Rosyjskiej na Kaukazie Północnym po oficjalnym zakończeniu działań wojennych w Czeczenii.
Od godziny 00:00 16 kwietnia 2009 roku na terenie Republiki Czeczeńskiej zniesiono stan wojenny, co uważa się za oficjalne zakończenie II wojny czeczeńskiej. Jednak konflikt nie ustał, co więcej, pojawiły się oznaki jego eskalacji i rozprzestrzenienia się na cały obszar Kaukazu Północnego.
Do końca 2014 roku Narodowy Komitet Antyterrorystyczny poinformował o prawie całkowitej likwidacji podziemia terrorystycznego. W 2016 roku oceniano: „Od dawna nie ma mowy o jakimś systemowo zorganizowanym oporze. Ich struktury rozpadły się po tym, gdy większość liderów i aktywnych uczestników została wyeliminowana. Oddział Państwa Islamskiego ogłoszony w Dagestanie i Emiracie Kaukaskim nie wystąpił ostatnio z żadnymi działaniami ani apelami”. Według szefa rządu Dagestanu Ramazana Abdułatipowa „wszystkie grupy sabotażowe i terrorystyczne działające w Dagestanie zostały wyeliminowane”. Ponadto podobne wypowiedzi składali swego czasu szef rządu Inguszetii Junus-biek Jewkurow, a także Ministerstwo Spraw Wewnętrznych Kabardyno-Bałkarii.
19 grudnia 2017 roku dyrektor FSB Aleksandr Bortnikow oficjalnie ogłosił ostateczną klęskę terrorystów na Północnym Kaukazie.

## Przebieg wydarzeń
Na początku XXI wieku islamiści stworzyli zbrojne podziemie w wielu republikach Kaukazu Północnego. Poprzez groźby i przemoc starali się narzucić społeczeństwu swoje poglądy na temat norm życia społecznego. Na stronach internetowych organizacji podziemnych publikowano groźby śmierci pod adresem dyrektorów szkół i nauczycieli za „antyislamską propagandę i działania”, takie zakaz noszenia hidżabu w szkole, umieszczanie chłopców i dziewcząt przy tym samym biurku itp. Stali przedstawiciele oficjalnego duchowieństwa islamskiego w Dagestanie, Inguszetii i Kabardyno-Bałkarii stali się również obiektem ataków bojowników. Niektóre grupy zawodowe społeczne miejscowej ludności (wróżki, handlarze alkoholem, prostytutki) były systematycznie atakowane przez terrorystów (zwłaszcza w Inguszetii i Dagestanie).
Kiedy organy ścigania musiały wykryć sprawców przestępstw o charakterze terrorystycznych, najpierw „opracowały” listy islamskich fundamentalistów (salafitów), którzy z definicji byli klasyfikowani jako podejrzani. Dlatego to właśnie przedstawiciele tej grupy znaleźli się w pierwszej kolejności na celowniku funkcjonariuszy organów ścigania. W rezultacie najważniejszym powodem zejścia salafitów do podziemia była chęć zemsty na organach ścigania.
Według Stowarzyszenia Memoriał od jesieni 2008 roku w Inguszetii, a od wiosny 2010 roku w Dagestanie pojawiła się tendencja do poszukiwania nowego kursu opartego na dialogu władz ze społeczeństwem, ścisłym przestrzeganiu praworządności w operacjach antyterrorystycznych oraz walki z korupcją. Jednak podziemie zbrojne skompromitowało ten pomysł, intensyfikując aktywność terrorystyczną, a funkcjonariusze organów ścigania nadal angażowali się w nielegalną działalność. Ludność cywilna ucierpiała na skutek działań obu.
Mimo oficjalnego zniesienia stanu wojennego sytuacja w regionie nie uspokoiła się, wręcz przeciwnie. Nasiliły się działania partyzanckie, a przypadki aktów terroryzmu stały się częstsze. Od jesieni 2009 roku przeprowadzono szereg poważnych operacji specjalnych w celu wyeliminowania gangów i przywódców bojowników. W odpowiedzi doszło do serii zamachów terrorystycznych, w tym po raz pierwszy od dłuższego czasu w Moskwie.
Walki, ataki terrorystyczne i operacje policyjne miały miejsce nie tylko w Czeczenii, ale także w Inguszetii, Dagestanie, Kabardyno-Bałkarii, rzadziej w Karaczajo-Czerkiesji, Osetii Północnej i Kraju Stawropolskim. Na niektórych terytoriach wielokrotnie narzucano reżim operacji antyterrorystycznej. Polityk Wiktor Ałksnis uważał wtedy, że dalsza eskalacja sytuacji może przerodzić się w „trzecią wojnę czeczeńską”.
Począwszy od 15 maja 2009 roku rosyjskie siły bezpieczeństwa zintensyfikowały operacje przeciwko grupom bojowników w górzystych regionach Inguszetii, Czeczenii i Dagestanu, wywołując odwetową intensyfikację bojowej działalności terrorystycznej. Artyleria i samoloty były okresowo zaangażowane w operacje antyterrorystyczne w tamtym okresie. We wrześniu 2009 roku rosyjski minister spraw wewnętrznych Raszyd Nurgalijew stwierdził, że tego roku na Kaukazie Północnym zneutralizowano ponad 700 bojowników. Szef FSB Aleksander Bortnikow powiedział natomiast, że w 2009 roku na Kaukazie Północnym zatrzymano blisko 800 bojowników i ich wspólników.
Jak zauważono w raporcie tematycznym amerykańskich badaczy wojskowych z 2012 roku, „Kaukaz Północny przeżywa głęboki ból”. Raport podsumowuje: „Kaukaz Północny nie jest już areną zakrojonych na szeroką skalę działań wojennych skoncentrowanych w Czeczenii, jak to było w latach 1994–1996 oraz 1999–2002. Zamiast tego opór islamistów przerodził się w działalność partyzancką, od niskiego do średniego poziomu, która obejmuje cały region”.
Ogólny spadek liczby ofiar konfliktu w latach 2013–2014 zbiegł się z eskalacją konfliktu w Syrii i odpływem do tego kraju najbardziej radykalnej, islamskiej młodzieży z Kaukazu. We wrześniu 2013 roku podczas operacji specjalnej zginął długoletni przywódca Emiratu Kaukaskiego Doku Umarow. Jednak bojownicy poinformowali o jego śmierci dopiero sześć miesięcy później, w marcu 2014 roku. Eksperci tłumaczyli to tym, że w tym czasie wśród bojowników nie było kandydata, który mógłby zająć miejsce doświadczonego Umarowa. Nowym szefem organizacji został w końcu Aliaschab Kebiekow, dotychczasowy sędzia szariatu z Emiratu Kaukaskiego.
Do końca 2014 roku Narodowy Komitet Antyterrorystyczny poinformował o prawie całkowitej likwidacji podziemia terrorystycznego. Jednocześnie część bojowników pozostających na Kaukazie Północnym została zaprzysiężona Państwu Islamskiemu. Od grudnia 2014 roku przysięgę złożyli poszczególni przywódcy podziemia. 21 czerwca 2015 roku na YouTube pojawił się komunikat o tym, że bojownicy czterech wilajetów Emiratu Kaukaskiego przysięgli na wierność przywódcy ISIS, który z kolei przyjął tę przysięgę wierności i ogłosił utworzenie w regionie „Wilajetu Kaukaskiego” podległego Państwu Islamskiemu.
Wraz z pojawieniem się licznych komórek ISIS oraz intensyfikacją ich działalności na Kaukazie rosyjskie siły bezpieczeństwa zaczęły coraz częściej zgłaszać likwidacje liderów poszczególnych ugrupowań. Podsumowując liczne doniesienia z grudnia 2015 roku, szef FSB Aleksandr Bortnikow oświadczył, że z 26 przywódców ugrupowań, które przysięgały na wierność Państwu Islamskiemu na Północnym Kaukazie, w 2015 roku zginęło 20.
Emirat Kaukaski, który stał się teraz rywalem Państwa Islamskiego w staraniach o zaangażowanie zbrojnego podziemia, znacznie ograniczył swoją aktywność – ostatni poważny atak, za który odpowiedzialność wzięła się ta organizacja, przeprowadzono w grudniu 2014 roku. Podczas specjalnej operacji sił bezpieczeństwa w dniach 19–20 kwietnia 2015 roku na przedmieściach Bujnakska zginął jej kolejny przywódca Aliaschab Kebiekow. Liczni eksperci twierdzą, że po śmierci Kebiekowa Emirat Kaukaski zaczął gwałtownie tracić swoją pozycję w Dagestanie.
Pod koniec maja poinformowane źródła podały, że nowym liderem Emiratu Kaukaskiego został sędzia szariatu i przywódca podziemia w Dagestanie Magomied Sulejmanow. Pozostał jednak na tym stanowisku tylko przez 1,5 miesiąca, po czym został zabity w sierpniu 2015 roku. Brak informacji o wyborze następcy i nieustająca rywalizacja z Państwem Islamskim pozwalają mówić o poważnym osłabieniu Emiratu Kaukaskiego i być może o zaprzestaniu jego istnienia jako spójnej struktury.
Przywódcy regionów Kaukazu Północnego wielokrotnie deklarowali eliminację podziemia w swoich republikach, i tak według szefa rządu Dagestanu Ramazana Abdulatipowa „wyeliminowano wszystkie grupy dywersyjne i terrorystyczne działające w Dagestanie”. Ponadto podobne wypowiedzi wypowiadali kiedyś szef rządu Inguszetii Junus-biek Jewkurow, a także MSW Kabardyno-Bałkarii.
W grudniu 2016 roku w Dagestanie zlikwidowano Rustama Aseldierowa, przywódcę Wilajetu Kaukaskiego, który wcześniej pełnił funkcję emira Wilajetu Dagestanu w strukturach Emiratu Kaukaskiego. Eksperci z „Kawkaskogo Uzła” tak oceniali ówczesną sytuację w podziemiu: „Od dawna nie ma mowy o jakimś systemowo zorganizowanym oporze. Ich struktury rozpadły się po tym, gdy większość liderów i aktywnych uczestników została wyeliminowana. Oddział Państwa Islamskiego ogłoszony w Dagestanie i Emiracie Kaukaskim nie wystąpił ostatnio z żadnymi działaniami ani apelami”.
W grudniu 2017 roku szef FSB Aleksandr Bortnikow ogłosił ostateczną likwidację podziemia terrorystycznego na Północnym Kaukazie. Jednak według innych źródeł ostatnia grupa bojowników została zniszczona dopiero na początku 2021 roku.